# Лапонски језици
Лапонски или сами језици су група језика којом говоре Лапонци на северу Европе. Ови језици су често сматрају дијалектима једног језика, што у ствари није тачно.

## Класификација
Сами језици спадају у уралску језичку породицу. Традиционално се третирају као огранак угро-финске групе језика и да су најсроднији балто-финским језицима. Међутим, ова теорија је доведена у питање.
| 1. Јужни сами 2. Уме сами 3. Пите сами 4. Луле сами | 5. Северни сами 6. Сколт сами 7. Инари сами 8. Килдин сами 9. Тер сами |

Сами језици се могу поделити на западне и источне огранке. Ти огранци се могу поделити и на мање целине и, на крају, на посебне језике. Неки језици чине дијалекатски континуум у коме постоји извесно разумевање између говорника суседних језика, али између удаљенијих језика разумевање није могуће. Ипак, постоје и оштрије разлике: говорници северног самија, сколт самија и инари самија се не могу споразумети међусобно.
Западни огранак:
- северни сами (око 20.700 говорника)
- луле сами (2.000)
- уме сами (20)
- пите сами (20)
- јужни сами (600)

Источни огранак:
- инари сами (300)
- сколт сами (420)
- килдин сами (500)
- тер сами (скоро изумро)
- кеми сами (изумро)
- акала сами (изумро)

Број говорника је приближан.

## Подручје
Сами језици се користе на северу Европе, од јужних делова централне Норвешке и Шведске, преко севера Финске до полуострва Кола у Русији, а границе тог подручја не прате политичке границе. Некада су се ови језици говорили на још већем подручју него данас.

## Писмо
Сви сами језици користе латиницу. Килдин сами користи и ћирилицу.
Није редак случај да један језик има два правописа, зависно од земље до земље.

## Статус
У неким деловима северне Норвешке имају званични статус, док су у Шведској и Финској признати мањински језици.

## Остало
Већина језика ове групе спада у аглутинативне језике; ипак, у некима од њих, нпр. у сколт самију, дошло је до делимичног приближавања фузионим језицима (слична појава присутна је и у естонском језику, са којим су сами језици у далеком сродству).